# Nolellidae
Nolellidae is een familie van mosdiertjes uit de orde Ctenostomatida en de klasse van de Gymnolaemata. De wetenschappelijke naam ervan is in 1915 voor het eerst geldig gepubliceerd door Harmer.

## Geslachten
- Anguinella van Beneden, 1845
- Nolella Gosse, 1855
- Platypolyzoon Annandale, 1912